# Матч за звание чемпиона мира по международным шашкам 1934
Матч за звание чемпиона мира по международным шашкам между признававшимся во Франции чемпионом мира Морисом Райхенбахом и чемпионом Нидерландов Рейниром Корнелисом Келлером состоялся в Амстердаме с 13 по 23 октября 1934 года. Матч завершил начавшийся в 1931 году раскол шашечного мира, в течение которого во Франции и Нидерландах признавались разные чемпионы мира. Райхенбах, победив в матче на большинство из 10 партий со счётом +3=7, стал общепризнанным чемпионом мира.

## Предыстория матча
В 1928 году чемпионом мира по стоклеточным шашкам стал представитель Нидерландов Бенедикт Шпрингер, победивший в чемпионате мира, проведённом в Амстердаме. По условиям турнира шашечная федерация страны, представитель которой займёт второе место, имела право выставить претендента для матча с чемпионом мира. Но второе место оказалось поделённым между представителями Голландии и Франции, что привело к спору между федерациями этих стран. Согласие достигнуто не было, и в итоге в 1931 году очередной чемпионат мира в Париже состоялся без голландцев. В нём приняли участие десять игроков, но исключительно из Франции, а первое место занял Мариус Фабр. В 1933 году Фабр в матче уступил звание чемпиона мира Райхенбаху, который во Франции был провозглашён шестым чемпионом мира. В Нидерландах чемпионом мира продолжали считать Бенедикта Шпрингера. К 1934 году шашечные федерации Франции и Голландии пришли к соглашению о том, что звание чемпиона мира должно быть разыграно в матче между Морисом Райхенбахом и чемпионом Нидерландов Рейниром Корнелисом Келлером. Ради преодоления раскола Бенедикт Шпрингер отказался от звания чемпиона мира в пользу победителя этого матча, но обиделся и на несколько лет отошёл от шашечной игры.

## Итоги
| Имя                    | 1 | 2 | 3 | 4 | 5 | 6 | 7 | 8 | 9 | 10 | очки |
| ---------------------- | - | - | - | - | - | - | - | - | - | -- | ---- |
| Морис Райхенбах        | 2 | 1 | 1 | 1 | 2 | 1 | 1 | 2 | 1 | 1  | 13   |
| Рейнир Корнелис Келлер | 0 | 1 | 1 | 1 | 0 | 1 | 1 | 0 | 1 | 1  | 7    |